# Gioia
Gioia is een geslacht van kevers uit de familie bladkevers (Chrysomelidae).
De wetenschappelijke naam van het geslacht werd in 1955 gepubliceerd door Bechyne.

## Soorten
- Gioia amplipleura Savini, 1991
- Gioia angularis Savini, 1991
- Gioia arcayi Savini, 1991
- Gioia bechynei Savini, 1991
- Gioia bordoni Savini, 1991
- Gioia confusa Savini, 1991
- Gioia deflexa Savini, 1991
- Gioia delicata Savini P, 1994
- Gioia excepta Savini, 1991
- Gioia falconensis Savini, 1991
- Gioia furthi Savini, 1991
- Gioia jolyi Savini, 1991
- Gioia josephinae Savini P, 1994
- Gioia lombardinae Savini, 1991
- Gioia mesosternalis Savini, 1991
- Gioia mexicana Savini, Furth & Nino Maldonado, Santiago, 2001
- Gioia minuta Savini, 1991
- Gioia ornata Savini, 1991
- Gioia punctata Savini, 1991
- Gioia quasidelicata Savini & Furth, 2005
- Gioia romeroi Savini, 1991
- Gioia rosalesi Savini, 1991
- Gioia spatulata Savini & Furth, 2005
- Gioia submontana Savini, 1991